# Campeonato Mundial de Rugby M19 División B de 1993
El Campeonato Mundial de Rugby M19 División B de 1993 se disputó en Francia y fue la decimocuarta edición del torneo en categoría M19.

## Equipos participantes
- Selección juvenil de rugby de Costa de Marfil
- Selección juvenil de rugby de Croacia
- Selección juvenil de rugby de Georgia
- Selección juvenil de rugby de Países Bajos
- Selección juvenil de rugby de Suiza
- Región de Flandes

## Posiciones finales
| Pos | Equipo          |
| --- | --------------- |
|     | Países Bajos    |
|     | Costa de Marfil |
|     | Georgia         |
| 4   | Croacia         |
| 5   | Suiza           |
| 6   | Flandes         |

### Campeón
| Bandera de los Países Bajos |
| Campeón Países Bajos        |
| Primer título               |